# Estádio Kléber Andrade
Estádio Kléber Andrade – stadion piłkarski, w Cariacica, Espírito Santo, Brazylia, na którym swoje mecze rozgrywa klub Rio Branco Cariacica.